# Keith Jones (hockey sur glace)
Pour les articles homonymes, voir Keith Jones.
Keith Jones (né le 8 novembre 1968 à Brantford en Ontario au Canada) est un joueur professionnel canadien de hockey sur glace. Il évoluait au poste d'ailier droit. Il est présentement analyste du hockey sur NBC Sports Network et commentateur pour les matchs des Flyers de Philadelphie sur Comcast SportsNet Philadelphia.

## Biographie
Repêché par les Capitals de Washington au 141e rang au septième tour du repêchage d'entrée dans la LNH 1988, Keith Jones a joué quatre saisons avec les Broncos de Western Michigan au championnat de la NCAA. Il fait ses débuts en tant que professionnel en jouant pour les Skipjacks de Baltimore de la Ligue américaine de hockey puis débute dans la LNH en jouant 71 matchs lors de la saison 1992-1993 avec les Capitals. 
Il joue par la suite pour l'Avalanche du Colorado et les Flyers de Philadelphie. Au début de la saison 2000-2001, alors pris par des douleurs au genou, il annonce sa retraite en novembre 2000.

## Statistiques
| Saison     | Équipe                      | Ligue      |     | Saison régulière | Saison régulière | Saison régulière | Saison régulière | Saison régulière |    | Séries éliminatoires | Séries éliminatoires | Séries éliminatoires | Séries éliminatoires | Séries éliminatoires |
| Saison     | Équipe                      | Ligue      | PJ  | B                | A                | Pts              | Pun              | PJ               | B  | A                    | Pts                  | Pun                  |                      |                      |
| 1988-1989  | Broncos de Western Michigan | NCAA       | 37  | 9                | 12               | 21               | 65               | -                | -  | -                    | -                    | -                    |                      |                      |
| 1989-1990  | Broncos de Western Michigan | NCAA       | 40  | 19               | 18               | 37               | 82               | -                | -  | -                    | -                    | -                    |                      |                      |
| 1990-1991  | Broncos de Western Michigan | NCAA       | 41  | 30               | 19               | 49               | 106              | -                | -  | -                    | -                    | -                    |                      |                      |
| 1991-1992  | Broncos de Western Michigan | NCAA       | 35  | 25               | 31               | 56               | 77               | -                | -  | -                    | -                    | -                    |                      |                      |
| 1991-1992  | Skipjacks de Baltimore      | LAH        | 6   | 2                | 4                | 6                | 0                | -                | -  | -                    | -                    | -                    |                      |                      |
| 1992-1993  | Skipjacks de Baltimore      | LAH        | 8   | 7                | 3                | 10               | 4                | -                | -  | -                    | -                    | -                    |                      |                      |
| 1992-1993  | Capitals de Washington      | LNH        | 71  | 12               | 14               | 26               | 124              | 6                | 0  | 0                    | 0                    | 10                   |                      |                      |
| 1993-1994  | Pirates de Portland         | LAH        | 6   | 5                | 7                | 12               | 4                | -                | -  | -                    | -                    | -                    |                      |                      |
| 1993-1994  | Capitals de Washington      | LNH        | 68  | 16               | 19               | 35               | 149              | 11               | 0  | 1                    | 1                    | 36                   |                      |                      |
| 1994-1995  | Capitals de Washington      | LNH        | 40  | 14               | 6                | 20               | 65               | 7                | 4  | 4                    | 8                    | 22                   |                      |                      |
| 1995-1996  | Capitals de Washington      | LNH        | 68  | 18               | 23               | 41               | 103              | 2                | 0  | 0                    | 0                    | 7                    |                      |                      |
| 1996-1997  | Capitals de Washington      | LNH        | 11  | 2                | 3                | 5                | 13               | -                | -  | -                    | -                    | -                    |                      |                      |
| 1996-1997  | Avalanche du Colorado       | LNH        | 67  | 23               | 20               | 43               | 105              | 6                | 3  | 3                    | 6                    | 4                    |                      |                      |
| 1997-1998  | Bears de Hershey            | LAH        | 4   | 2                | 1                | 3                | 2                | -                | -  | -                    | -                    | -                    |                      |                      |
| 1997-1998  | Avalanche du Colorado       | LNH        | 23  | 3                | 7                | 10               | 22               | 7                | 0  | 0                    | 0                    | 13                   |                      |                      |
| 1998-1999  | Avalanche du Colorado       | LNH        | 12  | 2                | 2                | 4                | 20               | -                | -  | -                    | -                    | -                    |                      |                      |
| 1998-1999  | Flyers de Philadelphie      | LNH        | 66  | 18               | 31               | 49               | 78               | 6                | 2  | 1                    | 3                    | 14                   |                      |                      |
| 1999-2000  | Flyers de Philadelphie      | LNH        | 57  | 9                | 16               | 25               | 82               | 18               | 3  | 3                    | 6                    | 14                   |                      |                      |
| 2000-2001  | Flyers de Philadelphie      | LNH        | 8   | 0                | 0                | 0                | 4                | -                | -  | -                    | -                    | -                    |                      |                      |
| Totaux LNH | Totaux LNH                  | Totaux LNH | 491 | 117              | 141              | 258              | 765              | 63               | 12 | 12                   | 24                   | 120                  |                      |                      |